# Windows 10, versiunea 1709
Windows 10 Fall Creators Update (cunoscută și ca versiunea 1709 și cu numele de cod Redstone 3) este a patra actualizare majoră a Windows 10 și a treia în seriile de actualizări cu nune de cod Redstone. Are versiunea SO (build number-ul) 10.0.16299.

## Istorie versiune pentru PC
Prima previzualizare a fost lansată către Insideri pe 7 aprilie 2017. Lansarea finală s-a făcut disponibilă către Windows Insideri pe  26 septembrie 2017, înainte să fie lansată  public pe 17 octombrie.